# Actinia aster
Actinia aster is een zeeanemonensoort uit de familie Actiniidae. De anemoon komt uit het geslacht Actinia. Actinia aster werd in 1768 voor het eerst wetenschappelijk beschreven door Ellis.